# ケリー・ヘイゼン
ケリー・ヘイゼン（Kelley Hazen、1959年 - ）は、アメリカ合衆国の映画女優。ミズーリ州カンザスシティ出身。
映画『マーキュリー・ライジング』で主人公のサイモンの母役を演じた。

## 出演作品

### 映画
- マーキュリー・ライジング（1998年） - 配給：UIP
- ハート・オブ・ウーマン（2000年） - 配給：ギャガ・コミュニケーションズ／東宝東和
- Nightingale in a Music Box（2002年） - 日本未公開
- オン・ザ・ライン 君をさがして（2002年） - 配給：ギャガ・コミュニケーションズ